# Loiret
Koordináták: é. sz. 47° 55′, k. h. 2° 10′47.916667°N 2.166667°E
A Loiret (IPA: [lwaˈʁɛ]) megyét az alkotmányozó nemzetgyűlés 1790. március 4-i határozata nyomán hozták létre a francia forradalom idején.

## Elhelyezkedése
A Loiret megye a Centre-Val de Loire régióban fekszik. Északon az Essonne, északkeleten a Seine-et-Marne, keleten a  Yonne, délen a Nièvre és a Cher, délnyugaton a Loir-et-Cher, északnyugaton az Eure-et-Loir megyék határolják.

## Települések
A megye legnagyobb városai 2010-ben:
| Település               | Népesség (fő, 2011) |
| ----------------------- | ------------------- |
| Orléans                 | 114 185             |
| Fleury-les-Aubrais      | 21 171              |
| Olivet                  | 19 583              |
| Saint-Jean-de-Braye     | 19 057              |
| Saint-Jean-de-la-Ruelle | 16 631              |
| Saran                   | 15 120              |
| Gien                    | 14 684              |
| Montargis               | 14 649              |
| Châlette-sur-Loing      | 13 050              |
| Amilly                  | 11 588              |

## Képek

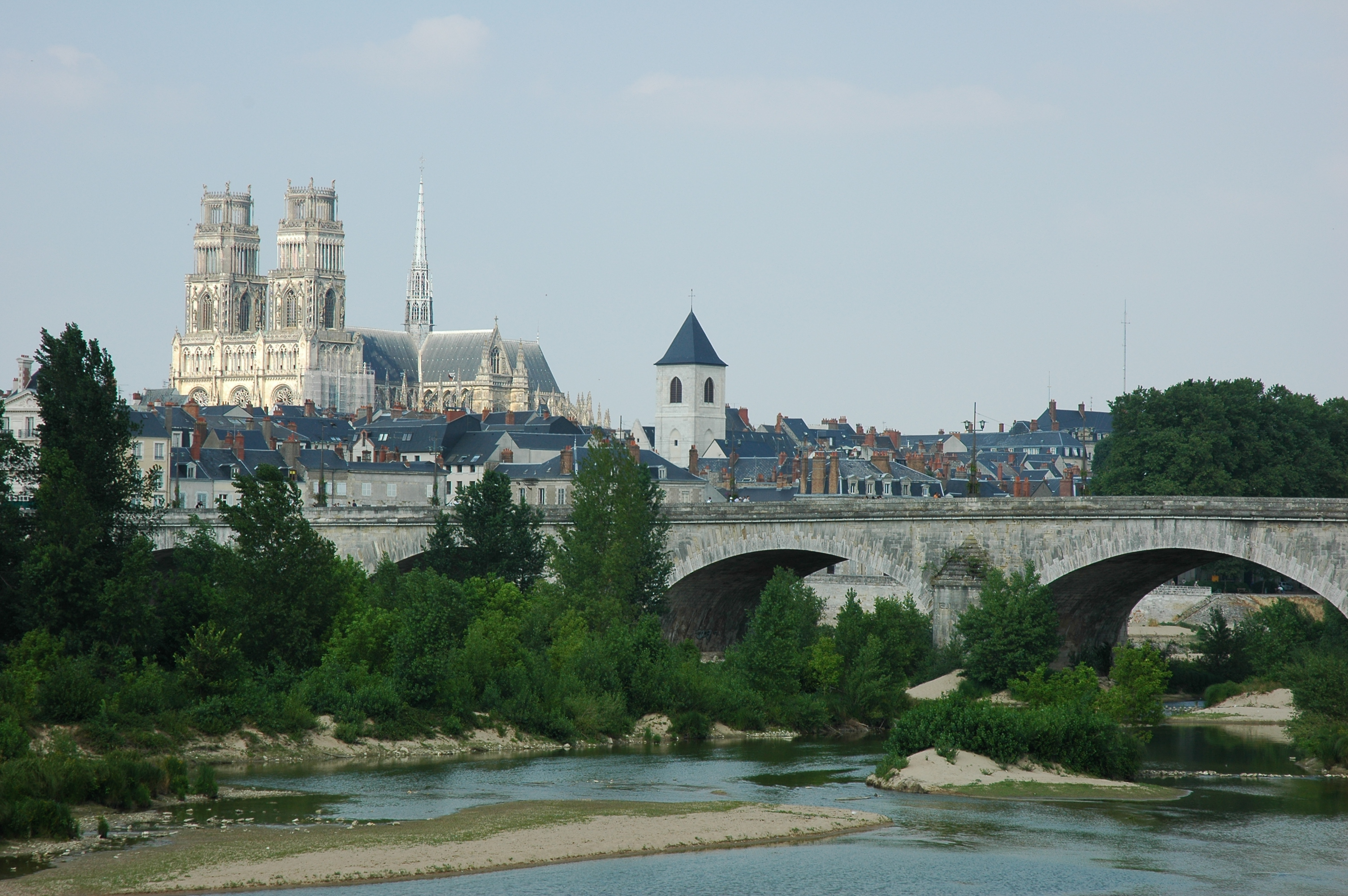
Szent Kereszt-székesegyház, Orléans
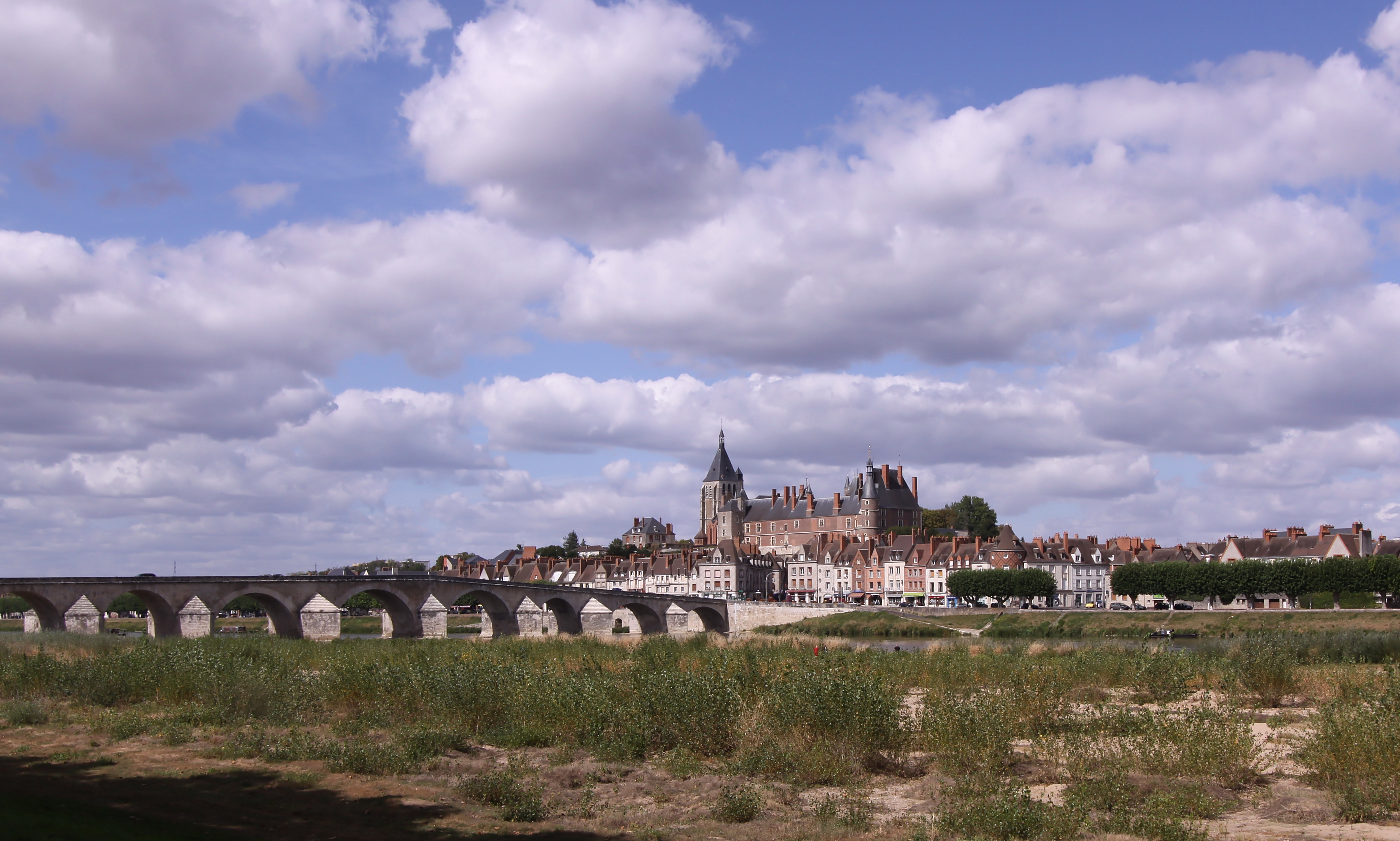
Várkastély, Gien
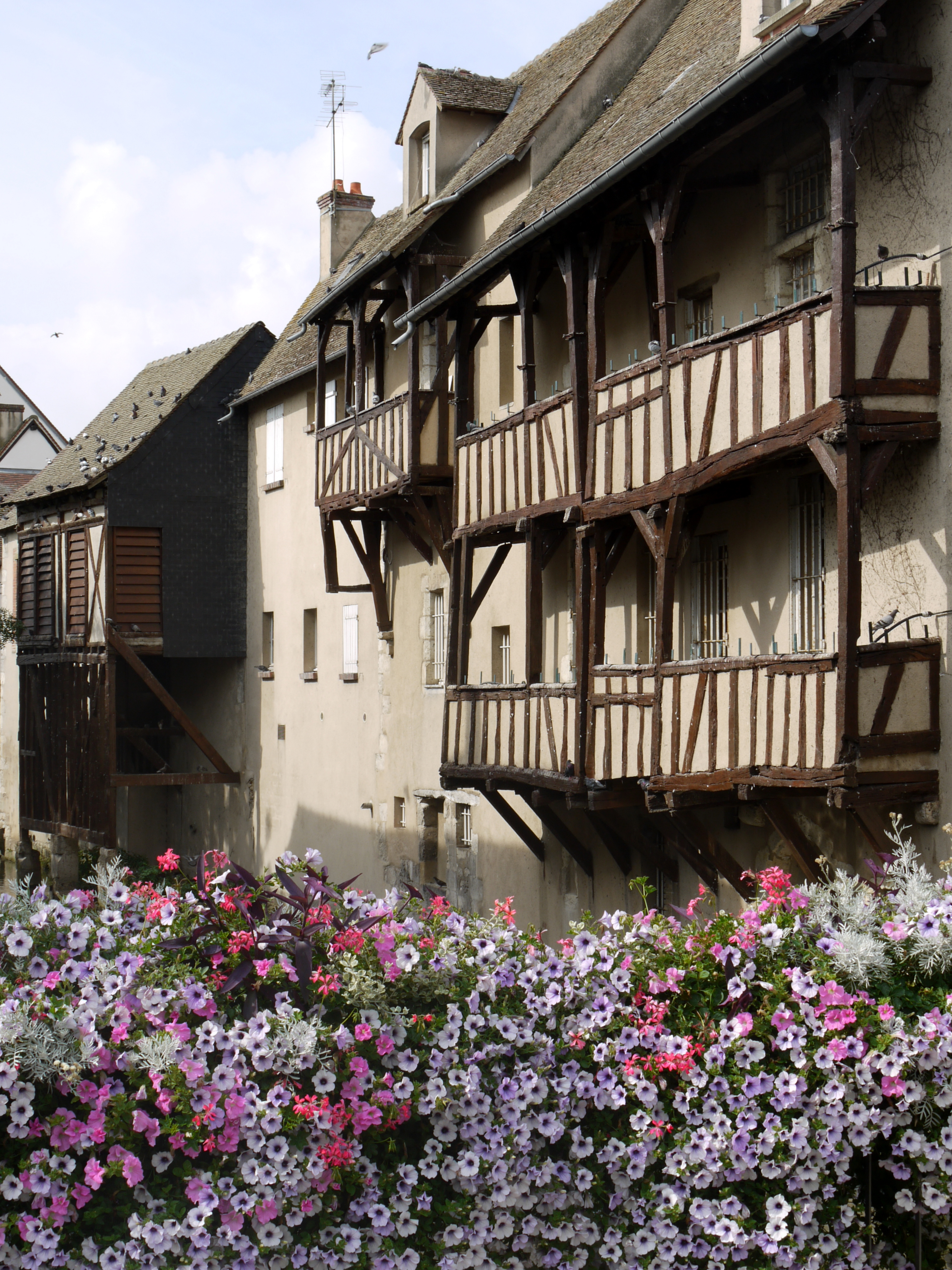
Favázas ház, Montargis